# Torneo Godó 1999 - Qualificazioni singolare
Le qualificazioni del singolare  del Torneo Godó 1999 sono state un torneo di tennis preliminare per accedere alla fase finale della manifestazione. I vincitori dell'ultimo turno sono entrati di diritto nel tabellone principale. In caso di ritiro di uno o più giocatori aventi diritto a questi sono subentrati i lucky loser, ossia i giocatori che hanno perso nell'ultimo turno ma che avevano una classifica più alta rispetto agli altri partecipanti che avevano comunque perso nel turno finale.
Le qualificazioni del torneo Torneo Godó  1999 prevedevano 28 partecipanti di cui 7 sono entrati nel tabellone principale.

## Teste di serie
1. Álex López Morón (primo turno)
2. Marc-Kevin Goellner (Qualificato)
3. German Puentes-Alcaniz (Qualificato)
4. Rodolphe Gilbert (ultimo turno)
5. Ivan Ljubičić (ultimo turno)
6. Francisco Costa (Qualificato)
7. Ronald Agénor (Qualificato)

1. Emilio Benfele Álvarez (ultimo turno)
2. Joaquín Muñoz Hernández (ultimo turno)
3. Tommy Robredo (primo turno)
4. Francisco Cabello (Qualificato)
5. Eduardo Nicolas-Espin (primo turno)
6. Assente
7. David Sánchez (primo turno)

## Qualificati
1. Francisco Roig
2. Marc-Kevin Goellner
3. German Puentes-Alcaniz
4. Francisco Cabello

1. Tommy Robredo
2. Francisco Costa
3. Ronald Agénor

## Tabellone

### Legenda
| - Q = Qualificato - WC = Wild card - LL = Lucky loser | - ALT = Alternate - SE = Special Exempt - PR = Protected Ranking | - w/o = Walkover - r = Ritirato - d = Squalificato |

### Sezione 1
|  | Primo turno | Primo turno            | Primo turno      | Primo turno | Primo turno |  |  | Ultimo turno           | Ultimo turno           | Ultimo turno | Ultimo turno | Ultimo turno |  |
|  |             |                        |                  |             |             |  |  |                        |                        |              |              |              |  |
|  |             | Francisco Roig         | Francisco Roig   | 7           | 7           |  |  |                        |                        |              |              |              |  |
|  | 1           | Álex López Morón       | Álex López Morón | 6           | 5           |  |  | Francisco Roig         | Francisco Roig         | 4            | 7            | 6            |  |
|  |             | Roberto Carretero-Diaz | 4                | 6           | 7           |  |  | Roberto Carretero-Diaz | Roberto Carretero-Diaz | 6            | 6            | 2            |  |
|  | 14          | David Sánchez          | 6                | 4           | 5           |  |  |                        |                        |              |              |              |  |

### Sezione 2
|  | Primo turno           | Primo turno           | Primo turno           | Primo turno | Primo turno |  |  | Ultimo turno | Ultimo turno        | Ultimo turno | Ultimo turno | Ultimo turno |  |
|  |                       |                       |                       |             |             |  |  |              |                     |              |              |              |  |
|  | 2                     | Marc-Kevin Goellner   | 7                     | 5           | 6           |  |  |              |                     |              |              |              |  |
|  |                       | Oscar Burrieza-Lopez  | 5                     | 7           | 4           |  |  | 2            | Marc-Kevin Goellner | 4            | 6            | 6            |  |
|  | Željko Krajan         | Željko Krajan         | Željko Krajan         | 6           | 6           |  |  |              | Željko Krajan       | 6            | 3            | 0            |  |
|  | David Salvador-Estepa | David Salvador-Estepa | David Salvador-Estepa | 4           | 1           |  |  |              |                     |              |              |              |  |

### Sezione 3
|  | Primo turno | Primo turno            | Primo turno            | Primo turno | Primo turno |  |  | Ultimo turno | Ultimo turno           | Ultimo turno           | Ultimo turno | Ultimo turno |  |
|  |             |                        |                        |             |             |  |  |              |                        |                        |              |              |  |
|  | 3           | German Puentes-Alcaniz | German Puentes-Alcaniz | 6           | 6           |  |  |              |                        |                        |              |              |  |
|  |             | Germán López           | Germán López           | 2           | 2           |  |  | 3            | German Puentes-Alcaniz | German Puentes-Alcaniz | 6            | 6            |  |
|  |             | Eduardo Nicolas-Espin  | Eduardo Nicolas-Espin  | 6           | 6           |  |  |              | Eduardo Nicolas-Espin  | Eduardo Nicolas-Espin  | 3            | 1            |  |
|  | 12          | Gérard Solvès          | Gérard Solvès          | 3           | 1           |  |  |              |                        |                        |              |              |  |

### Sezione 4
|  | Primo turno | Primo turno            | Primo turno            | Primo turno | Primo turno |  |  | Ultimo turno | Ultimo turno      | Ultimo turno | Ultimo turno | Ultimo turno |  |
|  |             |                        |                        |             |             |  |  |              |                   |              |              |              |  |
|  | 4           | Rodolphe Gilbert       | 2                      | 7           | 7           |  |  |              |                   |              |              |              |  |
|  |             | Feliciano López        | 6                      | 6           | 6           |  |  | 4            | Rodolphe Gilbert  | 6            | 3            | 3            |  |
|  | 11          | Francisco Cabello      | Francisco Cabello      | 6           | 6           |  |  | 11           | Francisco Cabello | 2            | 6            | 6            |  |
|  |             | David Caballero Garcia | David Caballero Garcia | 3           | 4           |  |  |              |                   |              |              |              |  |

### Sezione 5
|  | Primo turno | Primo turno         | Primo turno         | Primo turno | Primo turno |  |  | Ultimo turno | Ultimo turno  | Ultimo turno | Ultimo turno | Ultimo turno |  |
|  |             |                     |                     |             |             |  |  |              |               |              |              |              |  |
|  | 5           | Ivan Ljubičić       | 6                   | 6           | 7           |  |  |              |               |              |              |              |  |
|  |             | Kalle Flygt         | 7                   | 0           | 6           |  |  | 5            | Ivan Ljubičić | 5            | 6            | 2            |  |
|  |             | Tommy Robredo       | Tommy Robredo       | 7           | 6           |  |  |              | Tommy Robredo | 7            | 1            | 6            |  |
|  | 10          | Jordi Mas-Rodriguez | Jordi Mas-Rodriguez | 5           | 3           |  |  |              |               |              |              |              |  |

### Sezione 6
|  | Primo turno | Primo turno             | Primo turno             | Primo turno | Primo turno |  |  | Ultimo turno | Ultimo turno            | Ultimo turno            | Ultimo turno | Ultimo turno |  |
|  |             |                         |                         |             |             |  |  |              |                         |                         |              |              |  |
|  | 6           | Francisco Costa         | Francisco Costa         | 7           | 7           |  |  |              |                         |                         |              |              |  |
|  |             | Frédéric Fontang        | Frédéric Fontang        | 6           | 6           |  |  | 6            | Francisco Costa         | Francisco Costa         | 6            | 6            |  |
|  | 9           | Joaquín Muñoz Hernández | Joaquín Muñoz Hernández | 6           | 6           |  |  | 9            | Joaquín Muñoz Hernández | Joaquín Muñoz Hernández | 3            | 4            |  |
|  |             | Joan Balcells           | Joan Balcells           | 1           | 4           |  |  |              |                         |                         |              |              |  |

### Sezione 7
|  | Primo turno | Primo turno              | Primo turno              | Primo turno | Primo turno |  |  | Ultimo turno | Ultimo turno           | Ultimo turno           | Ultimo turno | Ultimo turno |  |
|  |             |                          |                          |             |             |  |  |              |                        |                        |              |              |  |
|  | 7           | Ronald Agénor            | Ronald Agénor            | 6           | 6           |  |  |              |                        |                        |              |              |  |
|  |             | Alvaro Izquierdo-Ordovas | Alvaro Izquierdo-Ordovas | 3           | 2           |  |  | 7            | Ronald Agénor          | Ronald Agénor          | 6            | 7            |  |
|  | 8           | Emilio Benfele Álvarez   | 7                        | 2           | 7           |  |  | 8            | Emilio Benfele Álvarez | Emilio Benfele Álvarez | 3            | 5            |  |
|  |             | Patrik Fredriksson       | 6                        | 6           | 6           |  |  |              |                        |                        |              |              |  |